# 파울리니
파울리니(Paulini, 1982년 10월 15일 ~ )는 피지 출신 오스트레일리아의 싱어송라이터, 배우이다.

## 음반 목록
- One Determined Heart (2004)
- Superwoman (2006)
- Come Alive (2015)
- Merry Christmas (2015)